# Felsenziesel
Der (oder das) Felsenziesel (Otospermophilus variegatus, Syn.: Spermophilus variegatus) ist ein Nagetier aus der Familie der Hörnchen (Sciuridae). Er lebt in Nordamerika im Südwesten der Vereinigten Staaten sowie im nördlichen und zentralen Mexiko. In diesem Verbreitungsgebiet ist der Felsenziesel die größte vorkommende Art der Echten Erdhörnchen.

## Merkmale

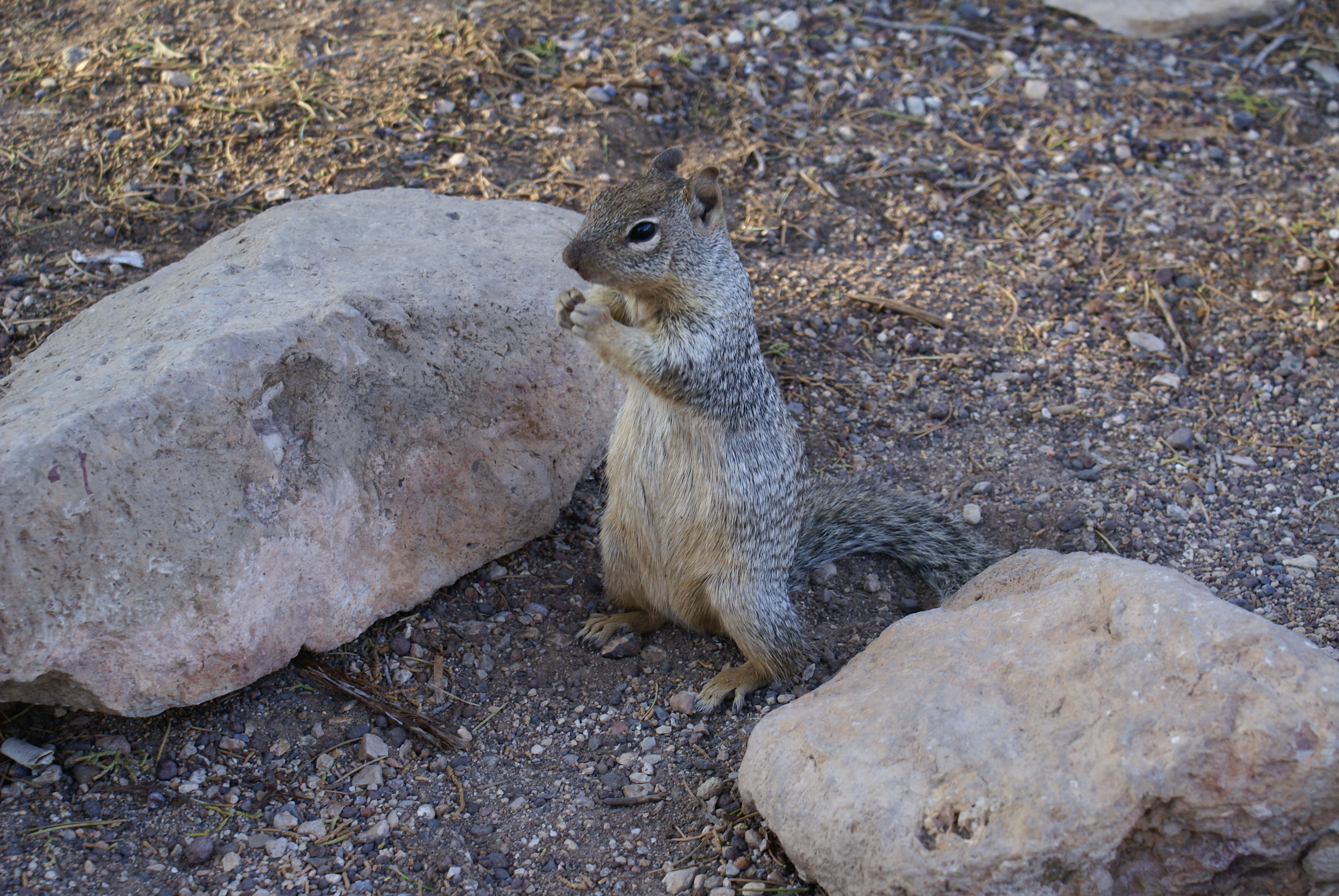
Felsenziesel im Grand-Canyon-Nationalpark

Der Felsenziesel ist die größte Art der Gattung Otospermophilus und die größte der Echten Erdhörnchen in seinem Verbreitungsgebiet. Er erreicht eine Körperlänge von 430 bis 540 Millimetern und wiegt zwischen 600 und 850 Gramm; die Männchen sind etwas größer als die Weibchen. Der Felsenziesel besitzt einen großen Kopf und große Augen. Die Ohren befinden sich an der Oberseite des Kopfes und sind viel länger als breit. Der Hals ist relativ lang und dick. Die vorderen Gliedmaßen sind kürzer als die hinteren.
Der Schwanz ist lang und buschig, jedoch weniger ausgeprägt als bei den Baumhörnchen. Das Fell auf dem Rücken ist schwarz-weiß und blass gelb-braun gemustert. Die Fellfärbung ist jedoch innerhalb und zwischen den Populationen sehr unterschiedlich. Die Unterseite ist unterschiedlich und variiert zwischen gräulich weiß oder rosa gelb-braun und zimtfarbenem gelb-braun. Der Kopf ist gelb-braun bis fast schwarz.
Der Felsenziesel besitzt Überaugenfenster (Foramen supraorbitale) und eine gräuliche Färbung an den Kopfseiten, welche der Ringelschwanzziesel und der Tropische Ziesel nicht haben. Bei diesen sind die Überaugenfenster geschlossen und die Kopfseiten blass orange-braun oder blass gelb-braun. Der Kalifornische Ziesel und der Baja-California-Ziesel haben im Gegensatz zum Felsenziesel weißliche Nackenseiten und Schultern. Des Weiteren ist das Verbreitungsgebiet des Felsenziesels von denen des Kalifornischen und des Baja-California-Ziesels klar abgegrenzt: Ersterer kommt in Kalifornien und Nevada, westlich des Felsenziesels vor und letzterer ist nur in Niederkalifornien (Baja California) zu finden. Außerdem unterscheidet sich der Felsenziesel vom Kalifornischen Ziesel in der Fellfarbe; letzterer ist kleiner und besitzt einen kürzeren Schwanz im Vergleich zur Körperlänge.

## Lebensweise

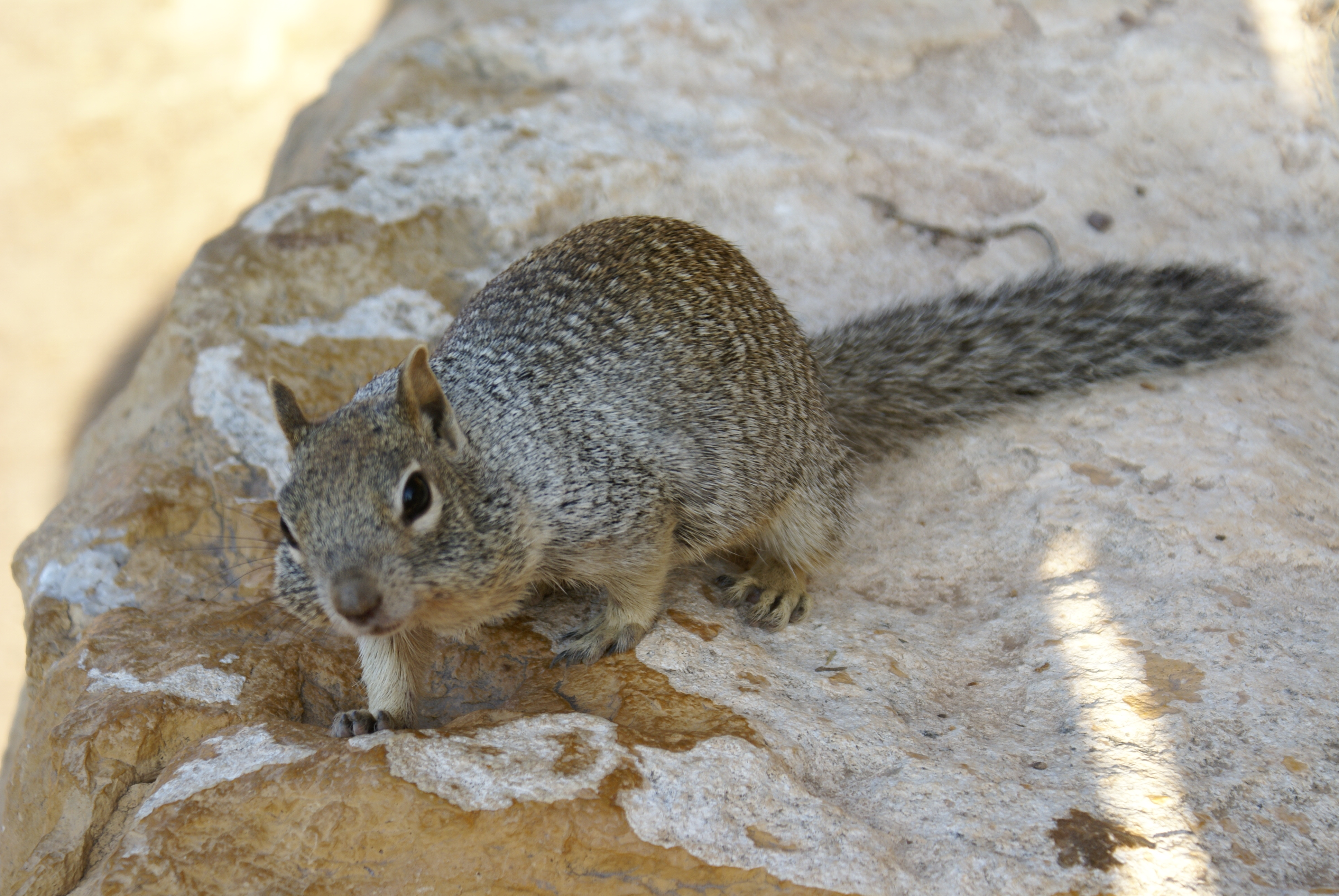
Felsenziesel auf natürlichem felsigen Untergrund im Grand-Canyon-Nationalpark

Wie der Name vermuten lässt, bevorzugen Felsenziesel Regionen mit felsigem Untergrund. Ist dieser nicht in natürlicher Form vorhanden, halten sich die Tiere vorwiegend bei alten Gebäuden, Steinwänden oder anderen künstlichen Bauten auf. Felsenziesel sind vor allem bei den Wiesen des Hochlandes und in der eichenbewachsenen Prärie (Savanne) anzutreffen. Selten zu finden sind sie in offenen Ebenen, Wüsten und höheren montanen Wäldern. Felsenziesel sind bis in Höhen von 2900 Metern anzutreffen.
Felsenziesel können einzelgängerisch oder in Gruppen leben. In Regionen mit höherer Populationsdichte bilden sie Kolonien, in denen Sozialverhalten beobachtet werden kann, wie beispielsweise die Rolle eines dominanten Männchens oder der gemeinsame Verzehr von Nahrung. In Regionen mit geringerer Populationsdichte ist das Sozialverhalten viel weniger ausgeprägt. Männchen und Weibchen leben getrennt und treten normalerweise nur während der Paarungszeit in Kontakt.

### Behausung
Felsenziesel leben in Höhlen, die sehr häufig an steilen Hängen und in der Nähe von trockenen Flussbetten unter Felsvorsprüngen, Bäumen oder Büschen liegen. Außerdem befinden sich um den Bau oft überdurchschnittlich viele Holzstücke, die als Aussichtspunkte dienen können. Die Eingänge befinden sich in nördlicheren Regionen vor allem an Hängen, die in südliche oder westliche Richtung zeigen, damit im Frühjahr der Schnee eher schmilzt. In südlicheren Regionen befinden sich die Eingänge vorwiegend in nördlicher Richtung, damit im Sommer weniger der starken Sonnenstrahlung in den Bau gelangen kann.
Der Grund dafür, dass Felsenziesel ihre Behausungen an steileren Hängen anlegen, liegt möglicherweise darin, dass diese in der Regenzeit während des Sommers besser entwässert werden. Die Nähe zu trockenen Flussbetten bringt ein größeres Nahrungsangebot.

### Ernährung
Der Felsenziesel verbringt die meiste Zeit des Tages, vor allem am Morgen, mit dem Sammeln von Nahrung, die er sowohl auf dem Boden als auch in den Bäumen findet. Einiges wird gleich an der Fundstelle verzehrt. Häufig nehmen sie es zu Aussichtspunkten und fressen es dort. Zusätzlich sammeln sie viel in ihre Backentaschen und vergraben es in kleinen Erdlöchern. Die Backentaschen des Felsenziesels sind sehr groß. In den gefüllten Taschen eines Tieres wurden 62 Eicheln der Gambel-Eiche gezählt.
Der Felsenziesel frisst unter anderem grüne Pflanzen, Früchte, Nüsse, Körner, Beeren, Wurzeln, Blumen, Kakteen, Wirbellose, wie Heuschrecken, Käfer und Regenwürmer, sowie kleine Wirbeltiere, wie junge Truthühner und andere Vögel.

### Fortpflanzung

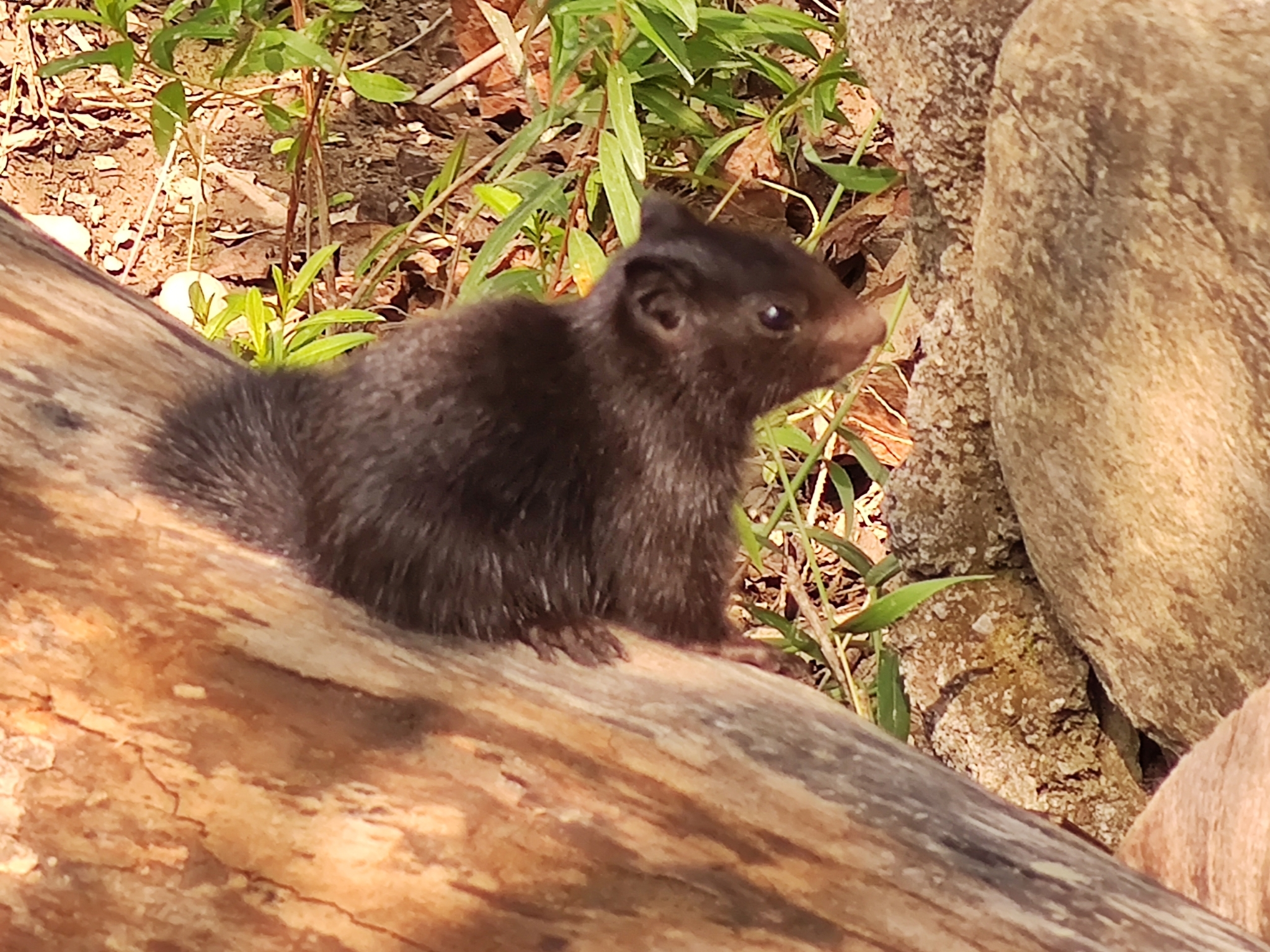
Felsenziesel juvenil

Der Felsenziesel lebt polygyn. Wenn mehrere Tiere in einer Kolonie zusammen leben, verteidigt das dominante Männchen innerhalb der Gruppe in teils heftigen Kämpfen sein Recht, die Weibchen zu begatten. In Regionen, in denen die Population des Felsenziesels geringer ist und die Tiere vorwiegend einzeln leben, vergrößert sich deren Revier während der Paarungszeit erheblich von 0,7 bis 1,6 Hektar auf rund acht Hektar.
Die Länge und der Beginn der Paarungszeit des Felsenziesels hängen von der geographischen Breite und der Höhe ab, in der die Tiere leben. In Südost-Arizona werden die Männchen zwischen Ende März und Anfang Juli fruchtbar, die Weibchen zwischen Mitte Mai und Mitte Juni. Die Paarung findet dort zwischen Mitte April und Anfang Juli statt und hängt wie auch in anderen Regionen von der Regenzeit im Sommer ab. So können die Jungen kurz nach Beginn der Regenzeit, wenn die Vegetation heranwächst und damit auch das Nahrungsangebot besser ist, den Bau verlassen.
Die Paarung dauert in Utah etwa vier Wochen und in Zentral-Texas rund sechs Wochen. In New Mexico kann sie bis zu 14 Wochen dauern. Dabei vollführt das Männchen zunächst mehrere körperliche Rituale mit dem Weibchen. Danach zieht sich das Weibchen in den Bau zurück, während das Männchen jagen geht. Der eigentliche Paarungsakt findet im Bau statt.
Das Weibchen ist etwa 30 Tage trächtig. Es bekommt zwischen drei und neun Junge (durchschnittlich 4,8), die durchschnittlich 7,8 Gramm wiegen. Sie werden etwa zwei Wochen von der Mutter gesäugt und bleiben weitere sechs Wochen im Bau, bevor sie das erste Mal ins Freie begeben. Für etwa drei Tage werden die Jungen, die nun etwa 100 Gramm wiegen, noch von der Mutter ernährt. Die Jungen bleiben im gleichen Revier der Mutter und nutzen deren Bau bis zu 14 Wochen nach dessen erstmaligem Verlassen. Sie sind nach ein bis zwei Jahren fruchtbar.

### Feindvermeidung
Natürliche Feinde des Felsenziesels sind neben Greifvögeln und anderen Raubtieren wie Rotluchs, Graufuchs, Waschbär und Silberdachs auch Schlangen. Da Felsenziesel sympatrisch mit Giftschlangen leben, haben sie ein ausgeprägtes Verhalten gegen Schlangen entwickelt. Befindet sich in der Nähe eine Schlange, nähern sie sich ihr und nehmen eine gestreckte Haltung ein. Danach wedeln sie mit dem Schwanz und schleudern Holzstücke oder kleine Steine. Manchmal greifen sie die Schlange auch an. Felsenziesel sind immun gegen das Gift von Klapperschlangen.
Als weitere Maßnahme zur Vermeidung von Feinden nutzt der Felsenziesel zahlreiche Aussichtspunkte wie Felsen oder Baumstümpfe, bei denen auch häufig die Nahrung aufgenommen wird oder sie sich ausruhen. Nähert sich ein Feind, warnen sich die Tiere gegenseitig. Felsenziesel geben einen starken Moschus-Duft aus ihren Analdrüsen ab, wenn sie gestört werden.

## Verbreitung

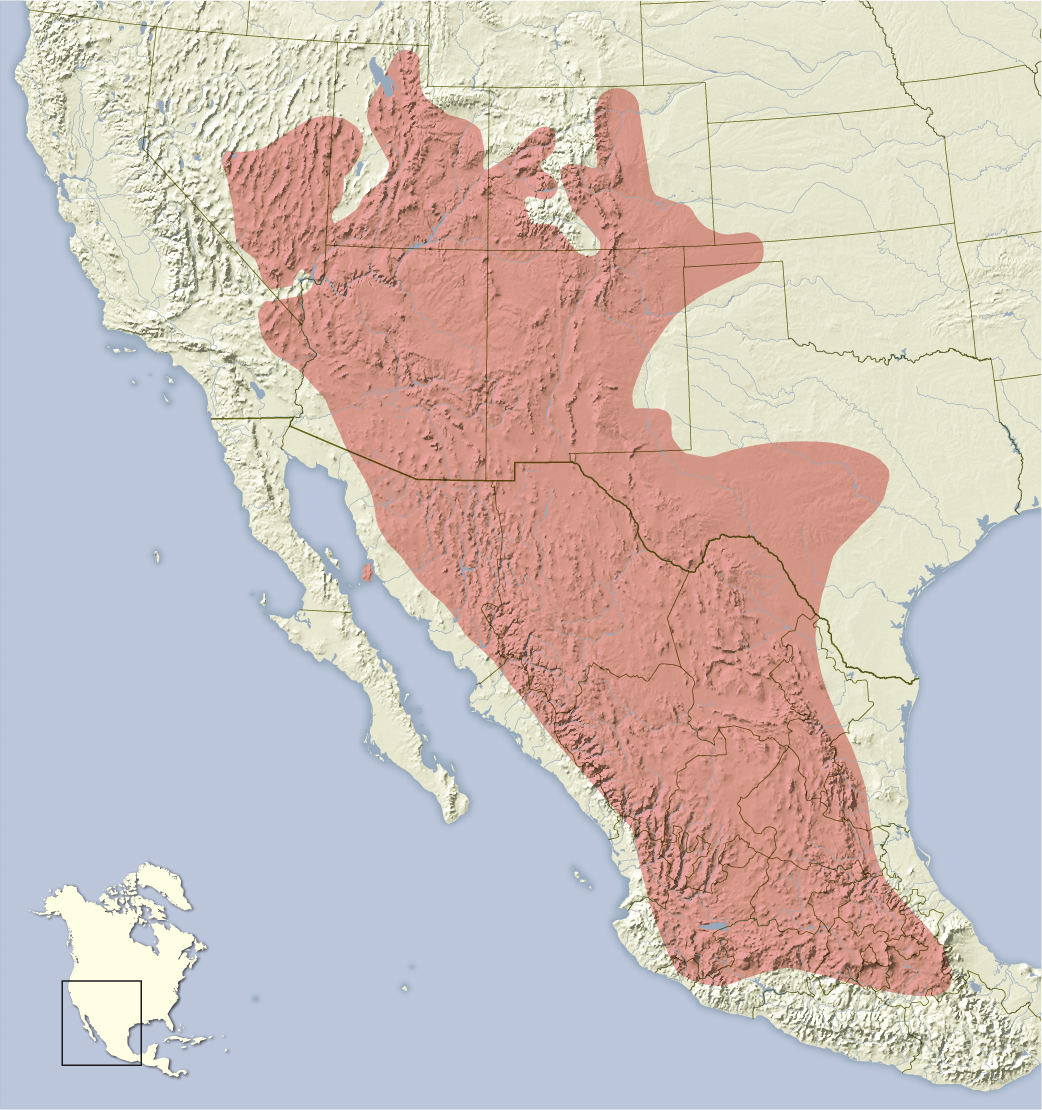
Verbreitungsgebiet des Felsenziesels

Der Felsenziesel ist im Südwesten der Vereinigten Staaten und im nördlichen Teil Mexikos verbreitet. In den USA kommt die Art in den größten Teilen von New Mexico und Arizona bis zum Edwards Plateau und Pecos River (Trans-Pecos-Texas) im Osten und bis nach Kalifornien im Westen vor. Nach Norden ist sie in Colorado, vor allem westlich der Front Range, in den größten Teilen Utahs bis ins östliche Nevada anzutreffen. In Mexiko erstreckt sich das Verbreitungsgebiet nahezu über den gesamten Norden bis ins Mittlere des Landes nach Puebla, Colima, Guerrero, México und Morelos außer das Tiefland im Osten.

## Systematik
Der Felsenziesel ist eine Art der Gattung Otospermophilus innerhalb der Erdhörnchen. Die Erstbeschreibung erfolgte 1777 durch Johann Christian Polycarp Erxleben. Die Gattung wurde lange als Teil der Ziesel und darin innerhalb der Untergattung Otospermophilus eingeordnet, nach einer umfassenden molekularbiologischen Untersuchung wurde diese jedoch als eigenständige Gattung gemeinsam mit mehreren weiteren Gattungen betrachtet.
Es gibt acht Unterarten:
- Spermophilus variegatus buckleyi Slack, 1861 (mittleres und südwestliches Texas)
- Spermophilus variegatus couchii Baird, 1855 (nordöstliches Mexiko, vor allem Coahuila)
- Spermophilus variegatus grammurus (Say, 1823) (vor allem Arizona, New Mexico und Colorado sowie nordwestliches Mexiko)
- Spermophilus variegatus robustus (Durrant & Hansen, 1954) (vor allem östliches Nevada)
- Spermophilus variegatus rupestris (Allen, 1903) (nördliches Mexiko, vor allem Durango, Sinaloa und südlicher Teil von Chihuahua)
- Spermophilus variegatus tularosae (Benson, 1932) (zentrales New Mexico)
- Spermophilus variegatus utah (Merriam, 1903) (vor allem Utah)
- Spermophilus variegatus variegatus (Erxleben, 1777) (Zentral-Mexiko)

## Felsenziesel und Mensch

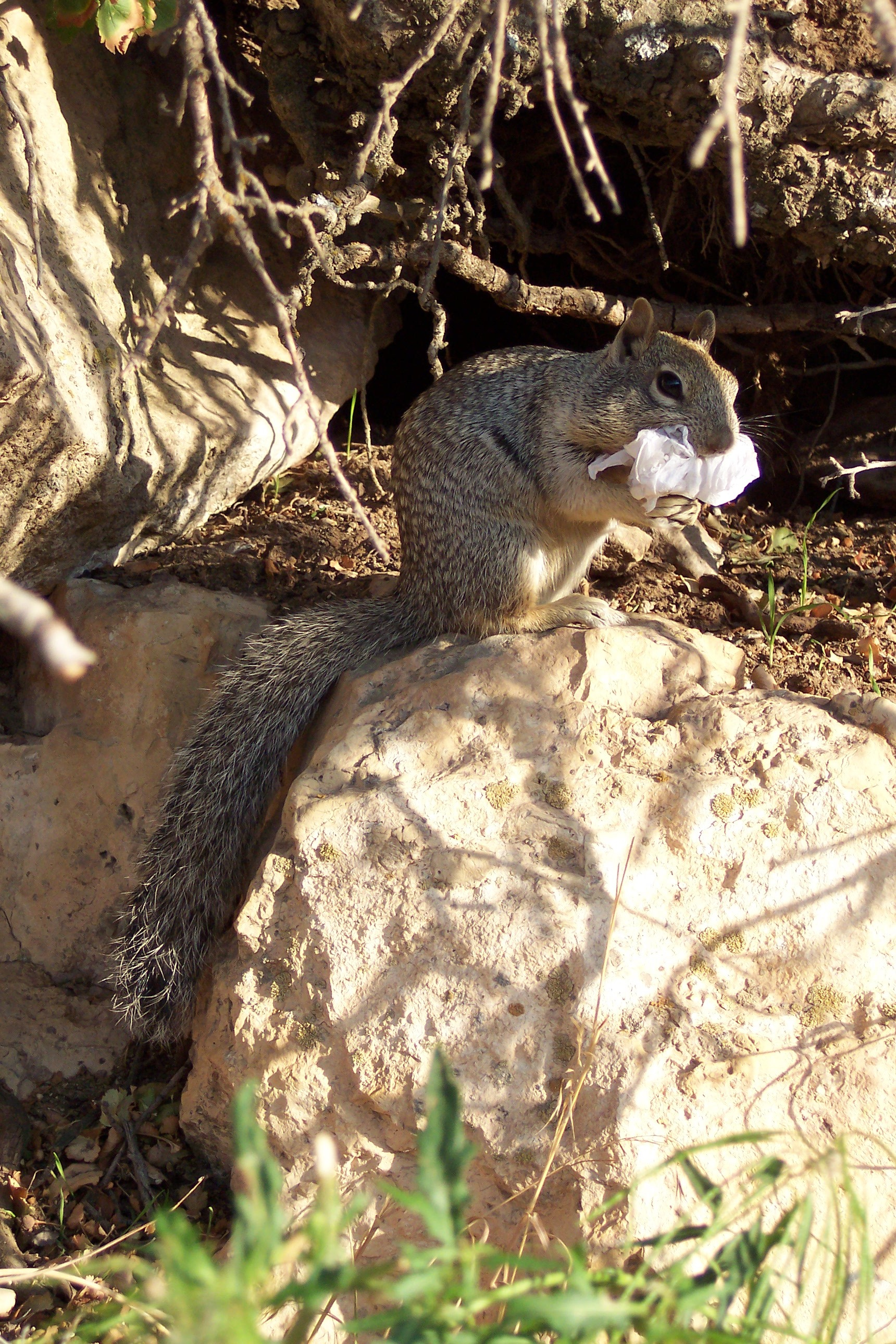
Ein Felsenziesel sammelt weggeworfenes Papier

Felsenziesel werden manchmal als Plage angesehen, weil sie gelegentlich Feldfrüchte schädigen. Obwohl die Verluste nicht bedeutend waren, wurden sie dafür getötet. Felsenziesel tragen zahlreiche Ektoparasiten, von denen unter anderem Träger von Tularämie, Rocky-Mountains-Fleckfieber und Brucellose bekannt sind. Nach der Roten Liste der IUCN gilt der Felsenziesel als nicht gefährdet.

## Belege
1. 1 2  Richard W. Thorington Jr., John L. Koprowski, Michael A. Steele: Squirrels of the World. Johns Hopkins University Press, Baltimore MD 2012; S. 296–298. ISBN 978-1-4214-0469-1
2. ↑  Matthew D. Herron, Todd A. Castoe, Christopher L. Parkinson: Sciurid phylogeny and the paraphyly of holarctic ground squirrels (Spermophilus). Molecular Phylogenetics and Evolution 31, 2004; S. 1015–1030. (Volltext (Memento des Originals vom 17. April 2015 im Internet Archive)  Info: Der Archivlink wurde automatisch eingesetzt und noch nicht geprüft. Bitte prüfe Original- und Archivlink gemäß Anleitung und entferne dann diesen Hinweis., PMID 15120398)
3. ↑  Kristofer M. Helgen, F. Russell Cole, Lauren E. Helgen, Don E. Wilson: Generic Revision in the holarctic ground squirrels genus Spermophilus. Journal of Mammalogy 90 (2), 2009; S. 270–305. doi:10.1644/07-MAMM-A-309.1